# 見沼通船堀公園
見沼通船堀公園（みぬまつうせんぼりこうえん）は、さいたま市緑区大間木にある総合公園および緑地である。さいたま公園緑地協会が運営している。日本の歴史公園100選に選ばれている。

## 概要
見沼通船堀と八丁堤の間に位置する。竹林に囲まれている。通船堀北側でも公園の拡張整備が計画されている。完了すると、隣接している大間木公園と一体化される。

## 沿革
- 2007年（平成19年）3月31日 - オープン。敷地面積は6,600平方メートル。

## 所在地
- さいたま市緑区大字大間木字八町、字長割、字附島他

## アクセス
- JR武蔵野線東浦和駅下車徒歩5分